# Junction City (Washington)
Pour les articles homonymes, voir Junction City.
Junction City  est une census-designated place américaine de l'État de Washington dans le comté de Grays Harbor. 
La population était de 18 habitants en 2010.